# Friede Springer
Friede Springer, född Elfriede Riewerts 15 augusti 1942 i Oldsum på ön Föhr, är en tysk förläggare och företagare, änka till Axel Springer.
Friede Springer tog över ledningen av Axel Springer AG efter Axel Springers död 1985.